# Georg Voigt
Georg Voigt (ur. 5 kwietnia 1827 w Królewcu, zm. 18 sierpnia 1891 w Lipsku) – niemiecki historyk.
Był synem historyka Johannesa Voigta. Doktorat uzyskał  w 1851 na Uniwersytecie w Królewcu pod kierunkiem Wilhelma Drumanna, na podstawie pracy o Alcybiadesie. W latach 1859–1860 współpracował z Komisją Historyczną Bawarskiej Akademii Nauk w Monachium, pod kierunkiem Heinricha von Sybel. Dzięki współpracy z von Sybelem pracował nad edycją źródeł do dziejów Reichstagu (tzw. Reichstagsakten) oraz redagowaniem czasopisma Historische Zeitschrift. Z poparciem von Sybela został również powołany na profesora Uniwersytetu w Rostocku.
Od 1858 do 1860 był profesorem historii na uniwersytecie w Monachium, od 1860 do 1866 profesorem zwyczajnym historii w Rostocku. W czasie działalności w Rostocku założył tam seminarium historyczne. W 1866 został mianowany profesorem Uniwersytetu w Lipsku, jako następca Wilhelma Wachsmutha. Należał do Królewsko – Saskiego Towarzystwa Nauki w Lipsku, Wiedeńskiej Akademii Nauk oraz Towarzystwa Naukowego Jabłonowskich. Działał jako recenzent w różnych periodykach naukowych. Recenzował m.in. prace Aleksandra Brücknera.
Należał obok Jacoba Burckhardta do najbardziej znanych badaczy czasów renesansu. Jego zainteresowania badawcze koncentrowały się wokół humanizmu i dziejów wojen szmalkaldzkich (w tym działalności Maurycego Saskiego). Napisał również biografię papieża Piusa II.